# جاج (لبنان)
جاج (به عربی: جاج) یک منطقهٔ مسکونی در لبنان است که در شهرستان جبیل واقع شده‌است. جاج ۱۱٫۷۴ کیلومتر مربع مساحت دارد ۱٬۲۲۰ متر بالاتر از سطح دریا واقع شده‌است.